# Fetchmail
Fetchmailは、POSIX互換オペレーティングシステム向けのオープンソースソフトウェアで、メールサーバからPOP3、IMAP、ETRN、OMDRといったプロトコルを使って電子メールをユーザーのローカルシステムに持ってくる。Carl Harris の書いた popclient というプログラムをベースに開発された。
fetchmailはソフトウェア自体よりも、作者であるエリック・レイモンドがオープンソースのソフトウェア開発理論を論じる際のモデルにしたことで有名である。そのソフトウェア開発方法論を論じたエッセイ『伽藍とバザール』は広く読まれ、多大な影響を与えた。
ダニエル・バーンスタイン、getmailの作者 Charles Cazabon、FreeBSD開発者 Terry Lambert らは、Fetchmailの設計を批判している。いくつもセキュリティホールがあるのに、早まって保守状態に持っていた点が問題とされている。2004年、新たなメンテナー達がFetchmailの開発を引き受け、かつてエリック・レイモンドが下した設計上の決定を覆すような新たな開発計画を立てた。